# Margareten
Margareten ( [ˌmaʁɡaˈʀeːtn̩]) je 5. vídeňský obvod. Nachází se blízko centra Vídně a jako městský okres byl ustanoven v roce 1850. Později však došlo k úpravě jeho hranic.
V tomto velmi hustě zalidněném obvodě o rozloze 2,03 km2 žilo k 1. lednu 2024 celkem 54 400 obyvatel.
Území mezi ulicemi Hamburgerstrasse a Rechter Wienzeile  je zapsané na seznamu světového dědictví UNESCO.

## Historie
K dnešnímu obvodu Margareten patřila před rokem 1850 tato nezávislá předměstí (Vorstädte): Hundsturm, Hungelbrunn, Laurenzergrund, Margareten, Matzleinsdorf, Nikolsdorf a Reinprechtsdorf.

## Poloha
Margareten leží na jihozápadě Vídně. Na severu jej ohraničuje řeka Vídeňka (Wien), na jihu a na západě okruh Gürtel. Vídeňka tvoří též hranici obvodu Mariahilf, zatímco okruh Gürtel zčásti vymezuje obvody Favoriten a Meidling. Východní hranice Margareten s Wiedenem prochází na rozdíl od ostatních vnitřních obvodů spíš příčně než podélně. Hranice obvodu tedy tvoří ulice Kettenbrückengasse, Margaretenstraße, Kleine Neugasse, Mittersteig, Ziegelofengasse a Blechturmgasse až k okruhu Margareten Gürtel, z nichž první a poslední jmenované jsou také stanicemi metra.

## Obyvatelstvo podle náboženství
Podle rakouské statistiky z roku 2001 se k římskokatolické víře hlásilo 42,2 %, k islámu 9,6 %, k pravoslavné víře 4,3 % a 24,6 % obyvatel bylo bez vyznání. Podíl přistěhovalců ze zemí islámu od té doby vzrostl.

## Památky

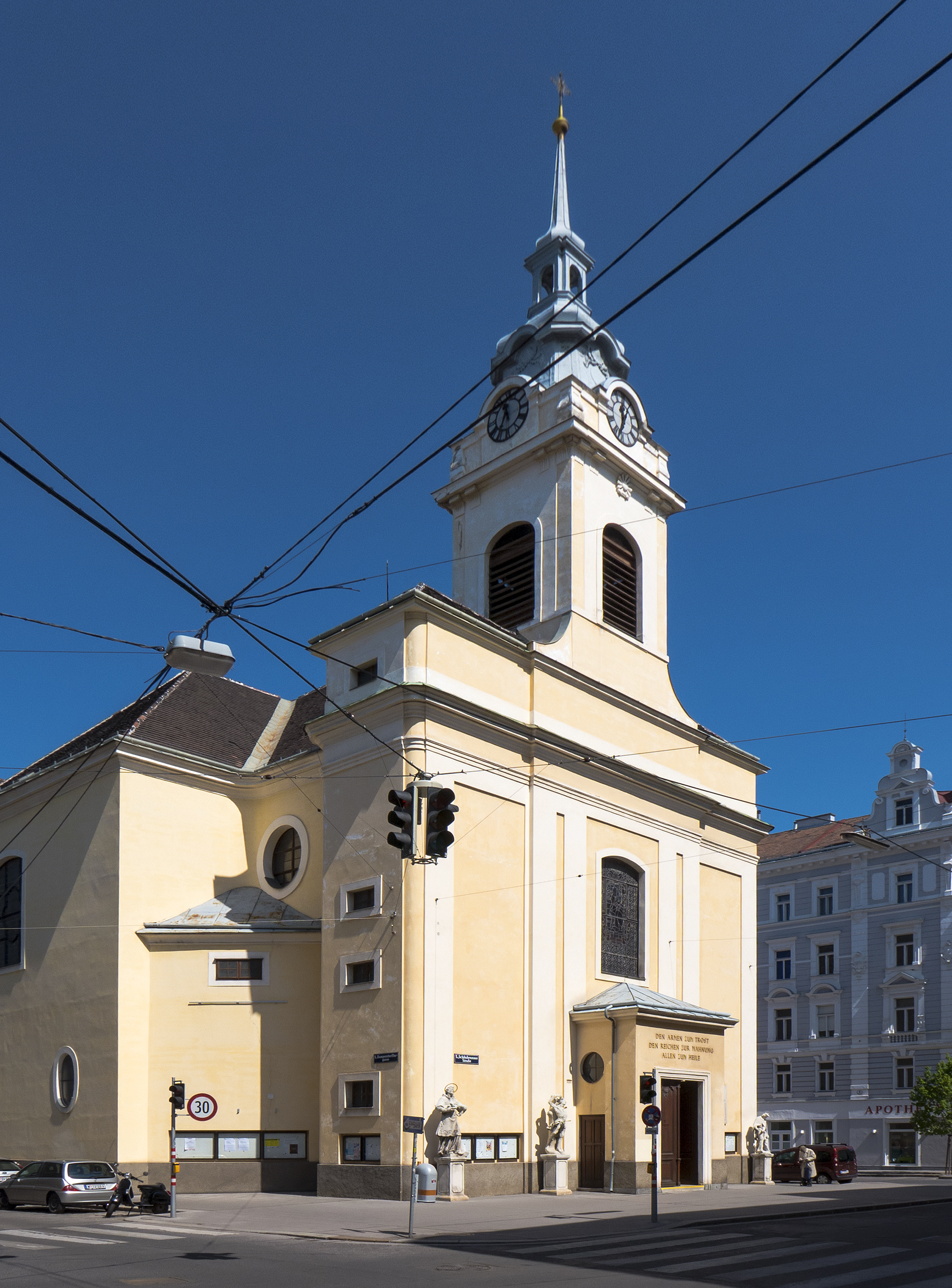
Kostel sv. Josefa

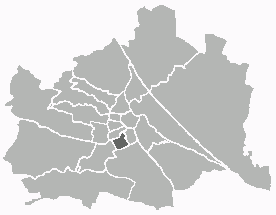
Poloha obvodu Margareten na mapě Vídně

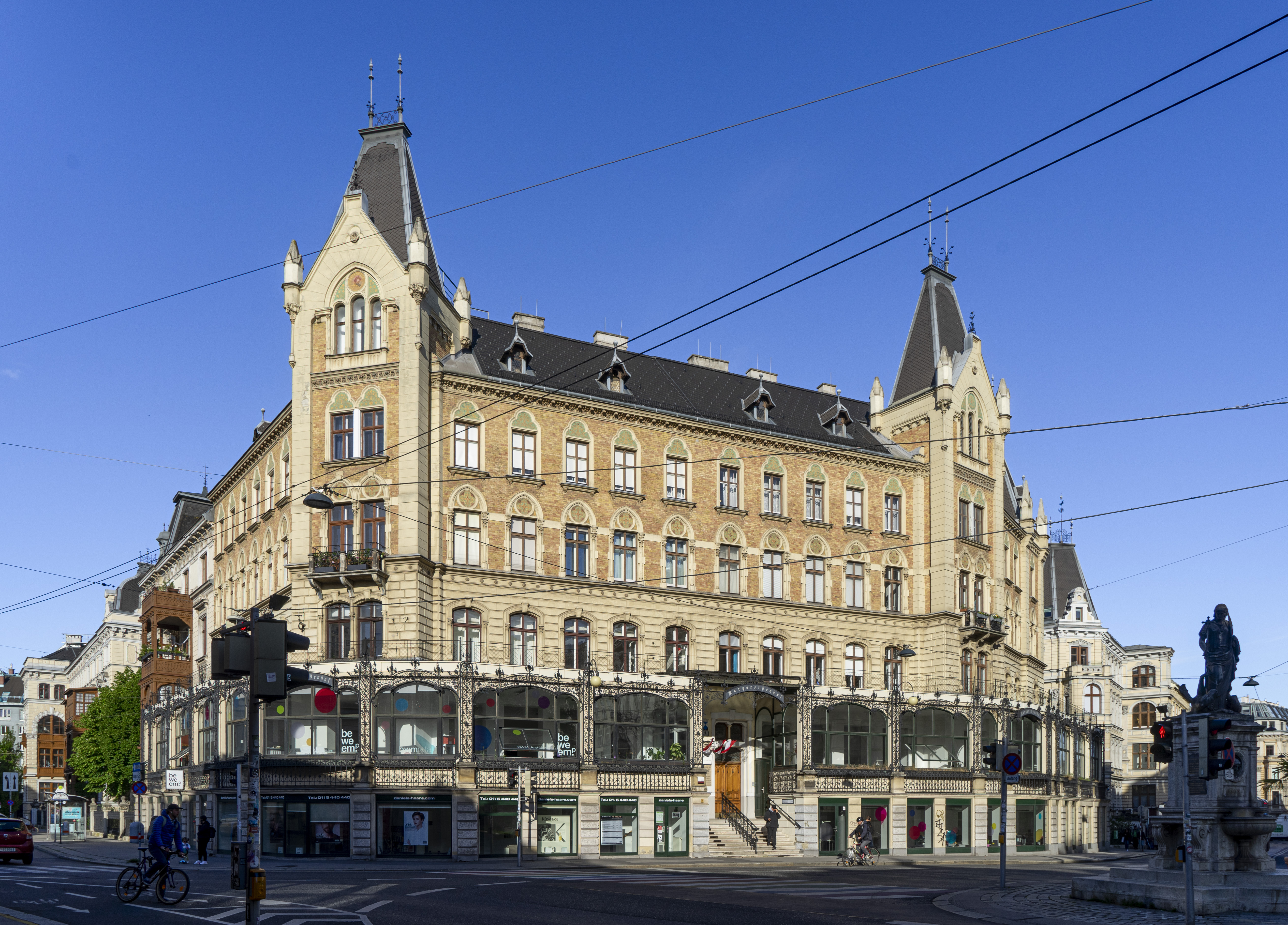
Margaretenhof, arch. Fellner a Helmer

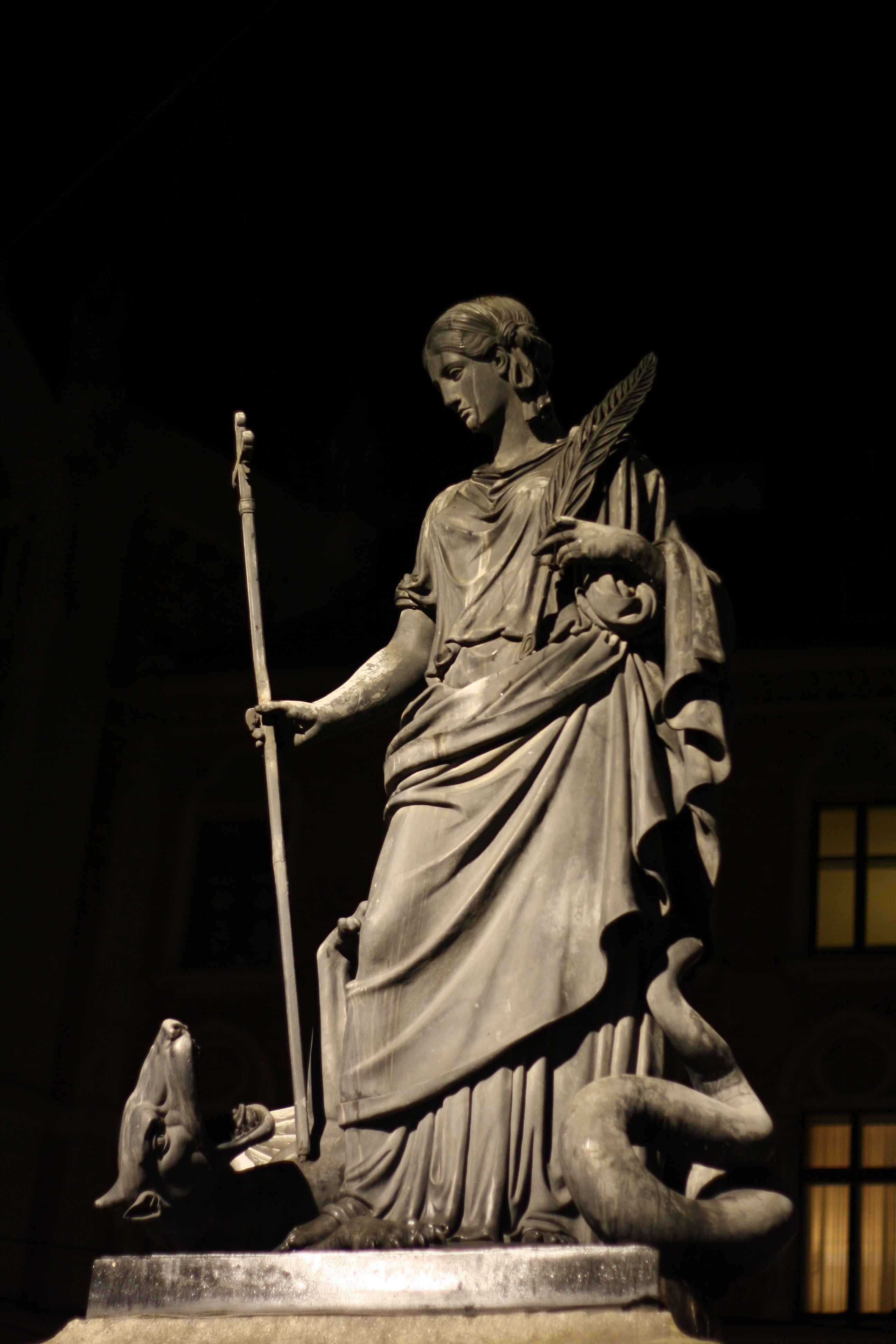
Socha sv. Markéty z kašny

- Kostel sv. Josefa, pozdně barokní jednolodní stavba; postaven podle projektu Franze Duschingera v letech 1765–1769 při chudobinci, před kostelem stojí barokní sochy sv. Jana Nepomuckého, Šebestiána, Rocha a Markéty. Oltářní obrazy Svaté rodiny, sv. Anny, sv. Josefa a sv. Terezie z Ávily namaloval dvorní malíř Johann Georg Auerbach. Pamětní deska na fasádě upomíná na pohřeb skladatele Franze Schuberta, jehož rakev byla odtud odnesena na hřbitov Währinger.
- Klášter s kostelem a nemocnicí řádu Sester křesťanské lásky sv. Františka (Hartmannspital) tvoří komplex staveb na čtvercovém půdorysu, postavený v pozdně klasicistním stylu v roce 1865.
- Kostel a klášter klarisek v Gartengasse byl postaven v letech 1909–1911.
- Margaretenhof (Markétin dvůr) je rozsáhlý dvouvěžový nárožní objekt, postavený v roce 1885 podle projetku architektů Fellnera a Helmera.
- Margarethenbrunnen - Markétina kašna s bronzovou sochou sv. Markéty Antiochejské zabíjející draka, kterou vytvořil Johann Nepomuk Schaller (1865), stojí před Markétiným dvorem na místě sedmi kašen (Siebenbrunnen).

## Osobnosti
- Blahoslavená Marie Restituta Kafková (1894–1943), zdejší zdravotní sestra-františkánka, popravena nacisty
- Bruno Kreisky (1911–1990), politik
- Falco (1957–1998), zpěvák a hudebník